# Paraphrynus leptus
Paraphrynus leptus är en spindeldjursart som beskrevs av Mullinex 1975. Paraphrynus leptus ingår i släktet Paraphrynus och familjen Phrynidae. Inga underarter finns listade i Catalogue of Life.